# Phasiops flavus
Phasiops flavus är en tvåvingeart som beskrevs av Daniel William Coquillett 1899. Phasiops flavus ingår i släktet Phasiops och familjen parasitflugor. Inga underarter finns listade i Catalogue of Life.